# Pseudopanurgus citrinifrons
Pseudopanurgus citrinifrons là một loài Hymenoptera trong họ Andrenidae. Loài này được Viereck mô tả khoa học năm 1903.